# طب الأسنان للرضع
طب الأسنان للرضع هو فرع من طب الأسنان يتعلق بالعلاج الطبي للأسنان المقدم للأطفال منذ الولادة وحتى عمر 36 شهرًا تقريبًا بهدف الحفاظ على صحة الفم وفي نفس الوقت خلق موقف إيجابي للآباء والأطفال حول طب الأسنان. وعلى الرغم من أن الاهتمام بعلاج الأسنان للرضع قد ظهر في بداية القرن العشرين، فلم يبدأ مجتمع طب الأسنان إلا مؤخرًا فقط في التركيز على هذا المجال من طب الأسنان بسبب ازدياد تسوس الأسنان وانتشاره بشكل ملحوظ بين الأطفال الصغار. وقد بدأ أول مكان لتقديم خدمات العناية بالأسنان للرضع بشكل حصري في عام 1986 في جامعة ولاية لوندرينا (البرازيل), حيث أدى مفهوم العلاج المبكر لتسوس الأسنان ونتائجه إلى الانتباه لطريق الوقاية التثقيفية. وتم نشر هذه المفاهيم في طول البلاد وعرضها من خلال تقديم عيادات جديدة تتبنى نفس الفلسفة مثل عيادة الرضع بكلية طب الأسنان في أراكاتوبا بجامعة ساوباولو (UNESP), وبالخارج كذلك.

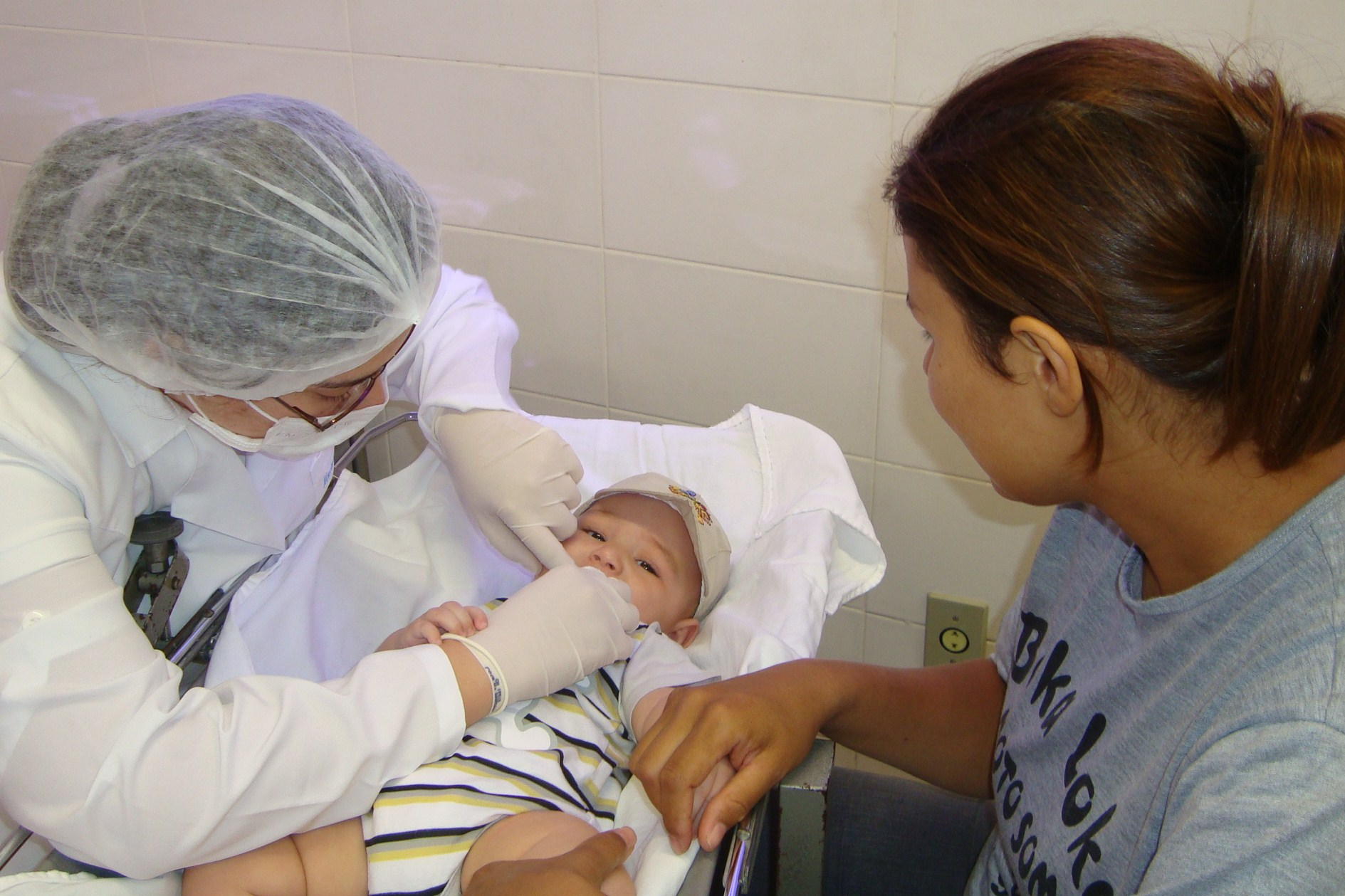
جلسة طبية بعيادة طب الرضع بكلية طب الأسنان في أراكاتوبا بالبرازيل

## الأهداف
يهدف طب الأسنان للأطفال الرضع إلى تقديم المساعدة فيما يتعلق بطب الأسنان للأطفال من عمر 0 - 3 أعوام من خلال برامج تثقيفية وقائية لصحة الفم موجهة للآباء والأطفال تشمل التشخيص والوقاية والعلاج لأشهر الحالات الطبية في هذا العمر (تسوس الأسنان وصدمة الأسنان وتغيرات في نمو الأسنان وغيرها).

## البروتوكول

### عقد لقاءات من الوالدين
في عيادة الأطفال الرضع بكلية طب الأسنان في أراكاتوبا، يُطلب من الآباء تسجيل أبنائهم منذ الميلاد وحتى عمر 6 أشهر، وقبل أول جلسة طبية يحضر الوالدان محاضرة تقدم معلومات عامة حول:
- صحة الفم في سياق الصحة الشاملة
- أهمية الأسنان اللبنية
- عادات مص مواد غير غذائية (الإبهام واللهاية)
- صدمة الأسنان: ماذا تفعل عند حدوثها
- تسوس الأسنان كمرض وإمكانية الوقاية منه
- تسوس الأسنان في مرحلة الطفولة المبكرة
- الوقاية من تسوس الأسنان
- العلاج المهني في مقابل الرعاية المنزلية
- كيف تعمل عيادة الأطفال الرضع

تنعقد هذه اللقاءات بشكل دوري. وفي نهايتها يكون قد اتضح للآباء طريقة تنظيف فم الرضيع واستخدام المحلول الغني بالفلور. بعد ذلك يتم تحديد أول موعد مع الرضيع.

## أول موعد (يتضمن)

### الاستعادة
يتم إجراء فحص طبي عام لتقييم الصحة الكلية للرضيع، وعند الضرورة يُحال الرضيع لأطباء متخصصين في مجالات أخرى لإجراء المزيد من الفحوصات.
بعد ذلك، يتم تحديد مخاطر التعرض للتسوس من خلال ربط المعلومات التي تم جمعها من سوابق المريض والفحص السريري بالإضافة إلى العوامل البيئية.
- أ) تأثير الغذاء: التغذية الليلية والأطعمة والمشروبات التي تسبب التسوس.
- ب) تأثير النظافة: في وجود لوحة أسنان مرئية (بيوفيلم), مع اتباع إجراءات نظافة الفم وجودتها.
- ت) استخدام الفلوريدات.
- ث) الحالة الصحية لفم الوالدين (خاصة الأم).

### فحص الفم
سيتم تقديم توجيهات تثقيفية محددة للوالدين حسب الحاجة ووفقًا لمخاطر تسوس أسنان الرضيع,
ويجب تحديد مخاطر التعرض للتسوس في أول موعد، كما يعتمد نوع المساعدة التي سيتم تقديمها للرضيع على هذه المخاطر.
بالنسبة للمستوى المنخفض من مخاطر تسوس الأسنان, فإن الهدف هو الحفاظ على صحة فم الرضيع. وتتضمن الجلسات السريرية التنظيف باستخدام بروكسيد الهيدروجين (جزء 1 من H2O2 + 3 أجزاء من الماء المغلي أو المصفى) واستخدام محلول 0.1% فلوريد صوديوم (NaF) في مسحة قطنية. وفي المنزل يُطلب من الآباء/مقدمي الرعاية المحافظة على نفس النظام الغذائي وعادات النظافة واستخدام 0.05% من محلول فلوريد الصوديوم مرة/يوميًا بوضعه على قطنة ومسح الفم ليلاً قبل وضع الرضيع في السرير. يتم حجز المواعيد في عيادة طب أسنان الرضع أربع مرات بالعام، وفي أول جلسة يُطلب من مقدمي الرعاية أداء إجراءات النظافة واستخدام محلول الفلور تحت إشراف مهني؛ لتقييم مدى مهارتهم في القيام بهذه المهام وكذلك تصحيح الأخطاء المحتملة. إذا ظلت مخاطر التعرض للتسوس منخفضة يمكن الاحتفاط بالجدول ربع السنوي.

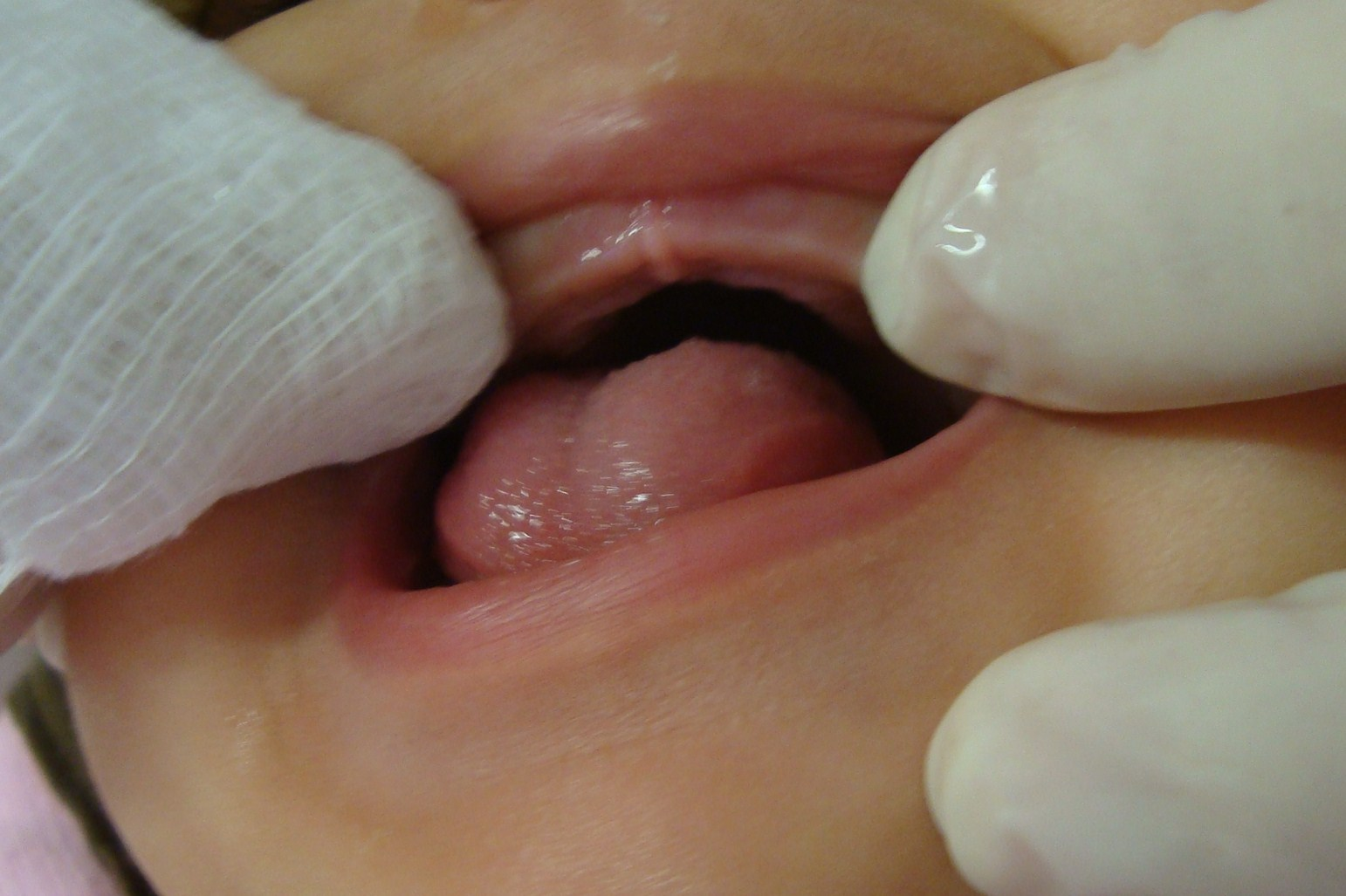
تنظيف فم طفل لا أسنان له بالشاش وبروكسيد الهيدروجين

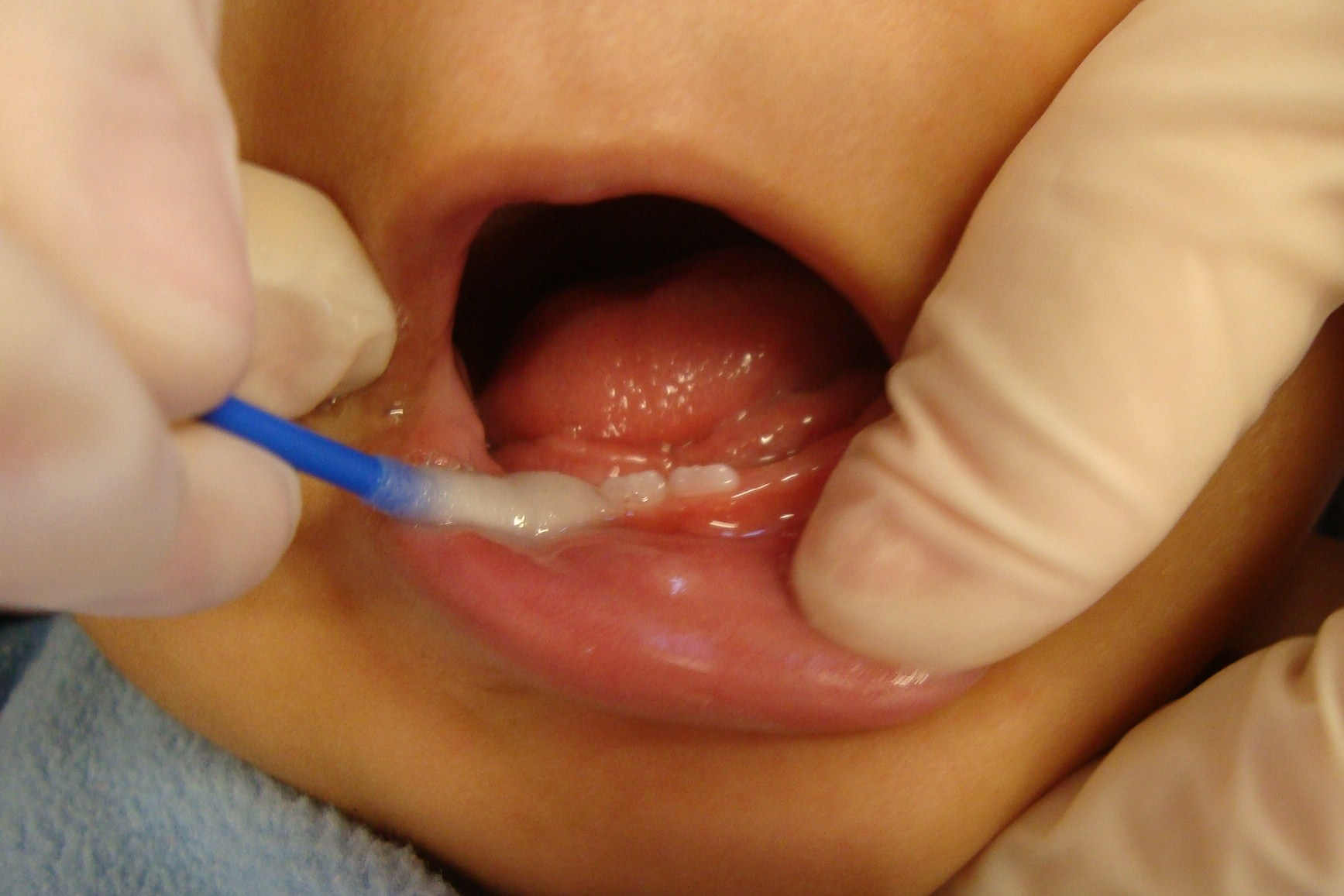
استخدام محلول فلوريد الصوديوم 0.1% والمسح باستخدام قطنة

عند ارتفاع مخاطر التعرض للتسوس لدى الأطفال, يكون الهدف هو تحويل مخاطر التسوس لدى الرضيع وزيادة مقاومة الأسنان. وتتضمن الجلسة السريرية تحديد وتحويل عوامل مخاطر التعرض للتسوس - ويتم توجيه الوالدين حول كيفية التحكم (إما بالقضاء على أو الحد من) عوامل مخاطر التعرض للتسوس. سوف تزداد مقاومة الأسنان باستخدام محلول فلوريد الصوديوم 0.1% في مسح أسطح الأسنان جميعًا، وسوف يلتزم الوالدان/مقدمو الرعاية في المنزل باتباع إجراءات تنظيف الفم والتخلص من عادات التنظيف السيئة التي تزيد من مخاطر تطور التسوس، ويوصى بالاستخدام اليومي لمحلول فلوريد الصوديوم 0.05% كذلك. يمكن إعادة الفحص كل فترة تترواح من شهر إلى شهرين. بالنسبة للأطفال الذين تنخفض عندهم نسبة مخاطر التسوس، يُطلب من مقدمي الرعاية أداء إجراءات النظافة واستخدام محلول الفلور تحت إشراف مهني؛ لتقييم مدى مهارتهم في القيام بهذه المهام وكذلك تصحيح الأخطاء المحتملة. ويجب تقييم مخاطر التعرض للتسوس مرة أخرى. وفي الجلسة الأولى، يتم تقييم الوالدين فيما يتعلق بطريقة قيامهم بالتوصيات التي يتم اتباعها للحد من مخاطر تعرض الرضيع للتسوس.
بالنسبة للأطفال المصابة أسنانهم بالتسوس, فإن الهدف هو إعادة التوازن للفم عن طريق الحد من العوامل المسببة للتسوس وزيادة مقاومة الأسنان، ثم يتم إجراء أربع جلسات سريرية بين كل منها أسبوع حتى يستطيع طبيب الأسنان التصرف حيال العوامل المسببة للتسوس (تعليمات للوالدين) لزيادة مقاومة الأسنان (التنظيف بمحلول H2O2 المخفف والشاش، واستخدام طلاء الفلوريد فوق البقع البيضاء الرقيقة المصابة بالتسوس), وكذلك ملء تجاويف الأسنان باستخدام حشو الإينومير الزجاجي (علاج ترميمي لا يتطلب تدخلاً جراحيًا). سوف يلتزم الوالدان/مقدمو الرعاية بالمنزل باتباع إجراءات نظافة الفم ومراقبة النظام الغذائي وكذلك الاستخدام اليومي لمحلول فلوريد الصوديوم 0.05%. يتم حجز أول جلسة بعد شهر وعندها يتم إعادة تقييم مخاطر التسوس من أجل تحديد فترات الحجز المناسبة، وفي أول جلسة يُطلب من مقدمي الرعاية أداء إجراءات النظافة واستخدام محلول الفلور تحت إشراف مهني؛ لتقييم مدى مهارتهم في القيام بهذه المهام وكذلك تصحيح الأخطاء المحتملة.
سوف يتم تقييم مخاطر التعرض للتسوس بانتظام بغض النظر عن المخاطر الأولية للتعرض للتسوس؛ لذا يمكن تنفيذ تغييرات البروتوكول عند الضرورة.